# Andrea Pirlo
Andrea Pirlo, Ufficiale OMRI född 19 maj 1979 i Flero, är en italiensk före detta professionell fotbollsspelare och numera tränare för italienska Sampdoria, tidigare för turkiska Fatih Karagümrük. Tidigare spelade han för de italienska storklubbarna Inter, Milan och Juventus. Pirlo utmärkte sig i det taktiska spelet; han var med sina spel- och tempoväxlingar  en ledande spelare på mittfältet samt bemästrade även frisparkar och långskott. Mellan 2002 och 2015 spelade han även för italienska landslaget och var med då Italien vann guld i VM 2006 i Tyskland. Han utsågs under VM 2006 till mästerskapets tredje bästa spelare efter Zinedine Zidane och Fabio Cannavaro.
Pirlo har även vunnit Serie A och Champions League samt ungdomsturneringen Gothia Cup.

## Klubbkarriär
Pirlo kom som ungdomsspelare till Brescia 1994 och debuterade i Serie A för klubben den 21 maj 1995. Säsongen efter spelade han inga matcher för a-laget, utan det var säsongen 1996/97, i Serie B, som han började få mer speltid. Brescia vann Serie B den säsongen och gick upp till Serie A.
Sommaren 1998 värvades Pirlo av Inter, men efter en säsong lånades han ut till Reggina. Efter den säsongen var han tillbaka i Inter, men gjorde bara fyra matcher under första halvan av säsongen 2000/01 innan han lånades ut igen under andra halvan av säsongen, nu till sin gamla klubb Brescia.
Sommaren 2001 såldes Pirlo till Milan, och där kom han att spela i tio säsonger. Han gjorde under den perioden 284 matcher för Milan i Serie A och gjorde 32 mål. Milan vann Serie A 2003/04 och 2010/11 och även Coppa Italia 2002/03. I Europa vann klubben Champions League 2002/03 och 2006/07 samt Uefa Super Cup 2003 och 2007. Slutligen vann man även Världsmästerskapet i fotboll för klubblag 2007.
Därefter spelade Pirlo fyra säsonger för Juventus (119 Serie A-matcher, 16 mål). Juventus vann Serie A samtliga fyra säsonger och även Coppa Italia 2014/15.
Efter att han spelat klart 2014/15 års säsong för Juventus gick Pirlo till den nybildade amerikanska klubben New York City. Han spelade kvar där till och med 2017, en säsong där han dock var mycket skadedrabbad och bara kunde spela 15 matcher. Totalt gjorde han 60 ligamatcher för New York City, men bara ett mål.
I november 2017 avslutade Pirlo sin långa spelarkarriär.

## Tränarkarriär
Den 8 augusti 2020 blev han huvudtränare för Juventus. Den 28 maj 2021 meddelade Juventus att han lämnade klubben. 12 juni nästa år offentliggjordes hans flytt till turkiska Karagümrük.

## Utanför fotbollen
Andrea Pirlo är uppväxt som en av två bröder till Livia Gatta och Luigi Pirlo. Fadern har med framgång varit företagare inom stålbranschen och Andrea Pirlo äger en del i företaget. Han har fyra barn.

## Klubbstatistik
| Klubb         | Säsong            | Inhemsk liga      | Inhemsk liga | Inhemsk liga | Nat. täv. | Nat. täv. | Internat. täv. | Internat. täv. | Totalt | Totalt |
| Klubb         | Säsong            | Serie             | SM           | Mål          | SM        | Mål       | SM             | Mål            | SM     | Mål    |
| ------------- | ----------------- | ----------------- | ------------ | ------------ | --------- | --------- | -------------- | -------------- | ------ | ------ |
| Brescia       | 1994/95           | Serie A           | 1            | 0            |           |           | 0              | 0              | 1      | 0      |
| Brescia       | 1995/96           | Serie B           |              |              |           |           | 0              | 0              | 0      | 0      |
| Brescia       | 1996/97           | Serie B           | 17           | 2            | 1         | 0         | 0              | 0              | 18     | 2      |
| Brescia       | 1997/98           | Serie A           | 29           | 4            | 1         | 0         | 0              | 0              | 30     | 4      |
| Brescia       | Totalt i klubblag | Totalt i klubblag | 47           | 6            | 2         | 0         | 0              | 0              | 49     | 6      |
| Inter         | 1998/99           | Serie A           | 18           | 0            | 7         | 0         | 7              | 0              | 32     | 0      |
| Inter         | 2000/01           | Serie A           | 4            | 0            | 1         | 0         | 2+1            | 0              | 8      | 0      |
| Inter         | Totalt i klubblag | Totalt i klubblag | 22           | 0            | 8         | 0         | 10             | 0              | 40     | 0      |
| Reggina (lån) | 1999/00           | Serie A           | 28           | 6            | 2         | 0         | 0              | 0              | 30     | 6      |
| Reggina (lån) | Totalt i klubblag | Totalt i klubblag | 28           | 6            | 2         | 0         | 0              | 0              | 30     | 6      |
| Brescia (lån) | 2000/01           | Serie A           | 10           | 0            |           |           | 0              | 0              | 10     | 0      |
| Brescia (lån) | Totalt i klubblag | Totalt i klubblag | 10           | 0            | 0         | 0         | 0              | 0              | 10     | 0      |
| Milan         | 2001/02           | Serie A           | 18           | 2            | 2         | 0         | 9              | 0              | 29     | 2      |
| Milan         | 2002/03           | Serie A           | 27           | 9            | 2         | 0         | 13             | 0              | 42     | 9      |
| Milan         | 2003/04           | Serie A           | 32           | 6            | 1         | 1         | 9+1+1          | 1+0+0          | 44     | 8      |
| Milan         | 2004/05           | Serie A           | 30           | 4            | 1         | 0         | 12             | 1              | 43     | 5      |
| Milan         | 2005/06           | Serie A           | 33           | 4            | 4         | 0         | 12             | 1              | 49     | 5      |
| Milan         | 2006/07           | Serie A           | 34           | 2            | 4         | 0         | 14             | 1              | 52     | 3      |
| Milan         | 2007/08           | Serie A           | 33           | 3            | 1         | 0         | 8+1+2          | 2+0+0          | 45     | 5      |
| Milan         | 2008/09           | Serie A           | 26           | 1            | 0         | 0         | 3              | 1              | 29     | 2      |
| Milan         | 2009/10           | Serie A           | 34           | 0            | 1         | 0         | 8              | 1              | 43     | 1      |
| Milan         | 2010/11           | Serie A           | 17           | 1            | 3         | 0         | 5              | 0              | 25     | 1      |
| Milan         | Totalt i klubblag | Totalt i klubblag | 284          | 32           | 19        | 1         | 98             | 8              | 401    | 41     |
| Juventus      | 2011/12           | Serie A           | 37           | 3            | 4         | 0         | 0              | 0              | 41     | 3      |
| Juventus      | 2012/13           | Serie A           | 32           | 5            | 2         | 0         | 10             | 0              | 44     | 5      |
| Juventus      | 2013/14           | Serie A           | 30           | 4            | 1         | 0         | 5+8+1          | 0+2+0          | 45     | 6      |
| Juventus      | 2014/15           | Serie A           | 20           | 4            | 2         | 0         | 10+1           | 1+0            | 33     | 5      |
| Juventus      | Totalt i klubblag | Totalt i klubblag | 119          | 16           | 9         | 0         | 35             | 3              | 163    | 19     |
| New York City | 2015              | MLS               | 13           | 0            | 0         | 0         | 0              | 0              | 13     | 0      |
| New York City | 2016              | MLS               | 32           | 1            | 1         | 0         | 0              | 0              | 33     | 1      |
| New York City | 2017              | MLS               | 15           | 0            | 1         | 0         | 0              | 0              | 16     | 0      |
| New York City | Totalt i klubblag | Totalt i klubblag | 60           | 1            | 2         | 0         | 0              | 0              | 62     | 1      |

## Meriter
| - Brescia - Serie B: 1996/97 - Milan - Serie A: 2003/04, 2010/11 - Coppa Italia: 2002/03 - Italienska supercupen: 2004 - Champions League: 2002/03, 2006/07 - Uefa Super Cup: 2003, 2007 - VM för klubblag: 2007 - Juventus - Serie A: 2011/12, 2012/13, 2013/14, 2014/15 - Coppa Italia: 2014/15 - Italienska supercupen: 2012, 2013 - U21-Europamästerskapet: 2000 - Olympiska sommarspelen – Bronsmedaljör 2004 - Världsmästerskapet: 2006 | - Turneringens bästa spelare vid U21-EM 2000 - Turneringens främsta målskytt vid U21-EM 2000 - Uttagen till all star-laget vid VM 2006 - Matchens bästa spelare i finalen av VM 2006 - FIFPro World XI: 2006 |

### Orden
- Cavaliere Ordine al merito della Repubblica Italiana – Riddare av Republiken Italiens meritorden (Rom, 27 september 2004)
- Collare d'oro al Merito Sportivo (Rom, 23 oktober 2006)
- Ufficiale Ordine al merito della Repubblica Italiana – Officer av Republiken Italiens meritorden (Rom, 12 december 2006)